# Ricardo Prado
Ricardo Prado (n. 3 ianuarie 1965, Andradina, São Paulo, Brazilia) este un înotător brazilian, medaliat olimpic. A participat la 2 ediții ale Jocurilor Olimpice (1980, 1984) în care a câștigat 1 medalie de argint.